# برانسون (نام)
برانسون ممکن است به یکی از موارد زیر اشاره داشته باشد:
- چارلز برانسون
- چارلی برانسون
- برانسون آرویو
- برانسون پینچوت